# Préaux-du-Perche
Préaux-du-Perche là một xã thuộc tỉnh Orne trong vùng Normandie tây bắc nước Pháp. Xã này nằm ở khu vực có độ cao trung bình 123 mét trên mực nước biển.